# Маріан Аліуце
Маріан Аліуце (рум. Marian Aliuță, нар. 4 лютого 1978, Бухарест) — колишній румунський футболіст, грав на позиції півзахисника. Відомий виступами за ФК «Шахтар» (Донецьк) як перший легіонер в історії клубу (за виключенням гравців з країн колишнього СРСР).

## Клубна кар'єра
Вихованець «Стяуа»; пробитись до основної команди Маріан не зумів, виступав на правах оренди за «Стяуа Мізіл», «Чиндію» (Тирговіште) та «Глорію» (Бистриця).
1997 року підписав контракт з «Фарулом». Своєю грою привернув увагу представників тренерського штабу молдавського «Шерифа», до складу якого приєднався 1998 року. Відіграв за тираспольський клуб наступні два сезони своєї ігрової кар'єри. 1999 року став володарем кубка Молдови.
У березні 2000 року перейшов в донецький «Шахтар», ставши першим легіонером в історії команди. У складі гірників дебютував 2 квітня 2000 року в грі чемпіонату України проти донецького «Металурга». Всього за «гірняків» в Вищій лізі провів 47 матчів, забив 1 гол. Після закінчення сезону 2001/02 за сімейними обставинами перейшов у бухарестське «Стяуа». Граючи у складі «Стяуа», здебільшого виходив на поле в основному складі команди.
Згодом грав у клубах «Рапід» (Бухарест) та «Чоннам Дрегонз».
9 липня 2005 року керівництво футбольного клубу «Металург» (Донецьк) оголосило про підписання трирічного договору з Аліуце. Влітку 2006 року Маріан перейшов в китайський «Чанчунь Ятай», розірвавши контракт з донецьким клубом, угоду з китайської командою було розраховано на один рік.
У листопаді 2006 року підписав контракт з грецьким клубом «Іракліс» в статусі вільного агента.
Пізніше грав за румунські клуби «Тімішоара», «Васлуй».
У лютому 2009 року перейшов в азербайджанський клуб «Нефтчі» (Баку), підписав контракт з клубом на 1,5 року. «Нефтчі» став для нього 15 місцем роботи за кар'єру.
Завершив професійну ігрову кар'єру у нижчоліговому клубі «Вікторія» (Бренешть), за яку виступав протягом 2010—2011 років.

## Виступи за збірну
У складі молодіжної збірної Румунії провів 13 ігор.
В національній збірній Румунії дебютував 26 лютого 2001 року в матчі проти збірної України (1:0). Наступного разу за збірну зіграв 2003 року проти України та Ірландії. Наприкінці березня був викликаний тренером збірної Віктором Піцурке на товариський матч проти збірної Росії, з якою він і зіграв, також зіграв проти збірної Фарерських островів. Таким чином протягом кар'єри у національній команді, яка тривала 8 років, провів у формі головної команди країни лише 5 матчів.

## Досягнення
- Володар Кубка Молдови: 1999
- Чемпіон України: 2002
- Володар Кубка України: 2001, 2002
- Володар кубка Інтертото: 2008